# Naue

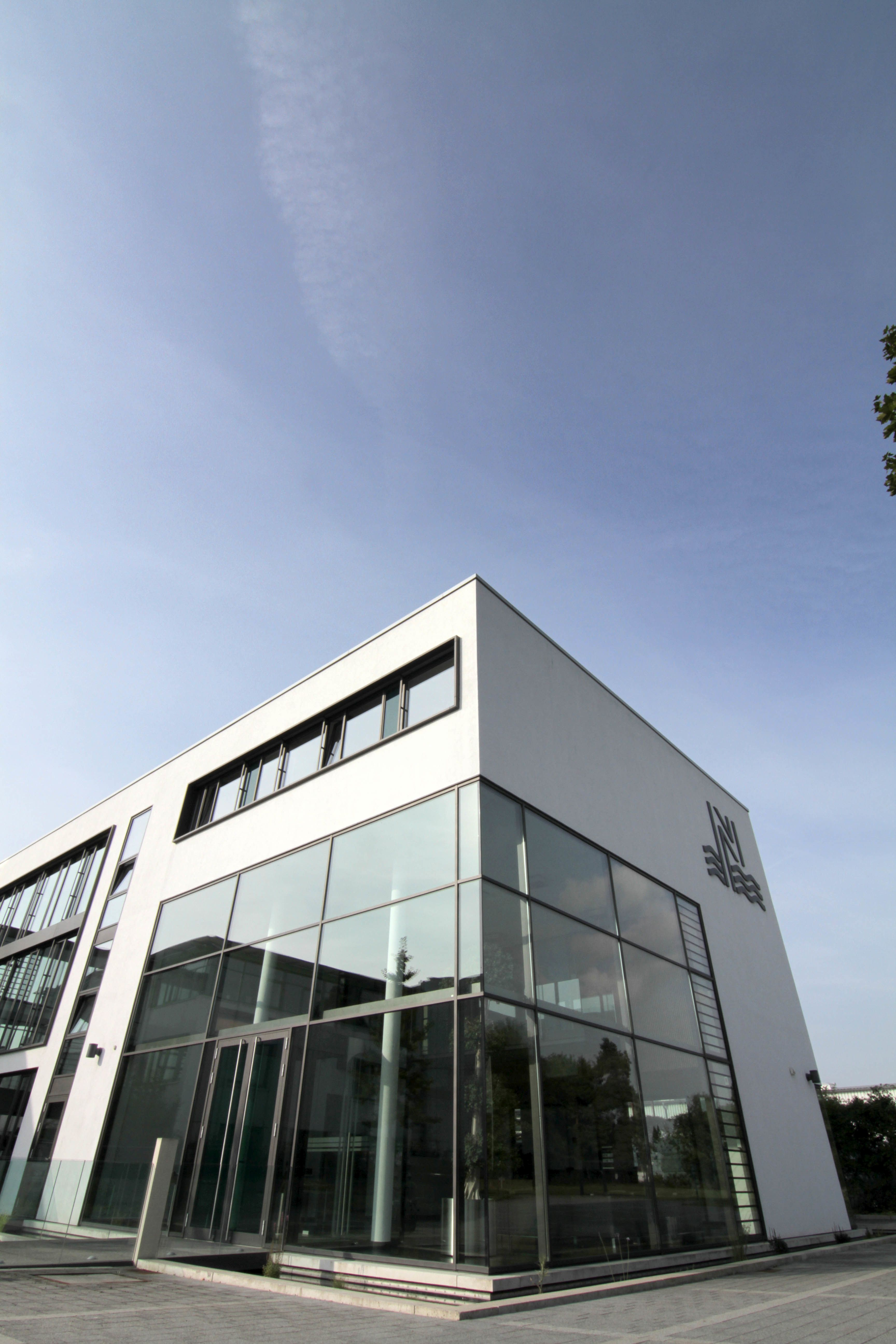
Verwaltungsgebäude am Sitz in Fiestel, 2011

Die NAUE GmbH & Co. KG ist ein mittelständisches Unternehmen der Baustoffindustrie mit Sitz in der Ortschaft Fiestel der ostwestfälischen Stadt Espelkamp, das sich auf die Entwicklung, Herstellung und den Vertrieb von Geokunststoffen spezialisiert hat. Sie ist als Muttergesellschaft Teil der Naue-Unternehmensgruppe. Das Familienunternehmen war laut einem Bericht der Wirtschaftswoche im Jahr 2018  der weltweit führende Hersteller von Geokunststoffen für den Wasser- und Verkehrswegebau.

## Produkte
Geokunststoffe bzw. Geotextilien finden Anwendung im Deponiebau, Grundwasserschutz, Tunnel- und Bauwerksabdichtungen, Tiefbau und im Wasserbau. Um die Hauptfunktionen von Geokunststoffen (Bewehren, Dichten, Dränen, Erosionsschutz, Filtern, Schützen, Trennen und Umschließen) zu erfüllen, hat die Naue GmbH & Co. KG etliche Produkte entwickelt und auf den Markt gebracht. Auswahl aus der heutigen Produktpalette: Terrafix, Carbofol, Secutex, Bentofix, Secudrain, Secumat, Secugrid und Combigrid.

## Unternehmensstruktur
Neben der Hauptverwaltung und Produktion in Espelkamp-Fiestel gibt es zwei weitere Produktionsstandorte in Adorf (Sachsen) und Seri Kembangan (Selangor, Malaysia). Insgesamt bestehen Tochterunternehmen in Deutschland, Frankreich, Malaysia, Polen, Rumänien, den USA und dem Vereinigten Königreich.